# Discophryidae
Famille
Synonymes
- Coronodiscophryidae[1]
- Cyathodiscophryidae[1]
- Multifasciculatidae[1]

Les Discophryidae sont une famille de Ciliés de la classe des Oligohymenophorea et de l’ordre des Astomatida.

## Étymologie
Le nom de la famille vient du genre type Discophrya, formé du préfixe disco, « disque », et du grec οφρύς / ophrýs, « sourcil ⇒ cil ⇒ cilié », littéralement « cilié (en forme de) disque ».

## Description
Les Discophryidae ont une taille, petite à moyenne. Leur trophonte (stade adulte strictement parasitaire) a un un corps aplati en forme de disque, rarement en forme de sac. Ils sont avec ou sans tige et sont dépourvus de lorica (loge). Leurs tentacules sont capités, soit en faisceaux, soit uniformément répartis sur le corps cellulaire. L'essaim est généralement grand, ovoïde aplati ou allongé, avec des kinés somatiques généralement marginales. Leur macronoyau est ellipsoïde, rubané ou ramifié. Un micronoyau est présent. Ils ont, généralement, de multiples vacuoles contractiles.

## Habitat
Les Discophryidae vivent dans des habitats d'eau douce, dans le périphyton, mais de nombreuses espèces sont ectocommensales sur les crustacés adultes et les formes larvaires d'insectes aquatiques.

## Liste des genres
Selon GBIF (30 juillet 2023) :
- Cyclophrya Gönnert, 1935
- Dactylostoma Jankowski, 1967
- Discophrya Lachmann, 1859 genre type
  - Genres synonymes : Anisarcon, Calix, Caracantharina, Coronodiscophrya, Cyathodiscophrya, Elatodiscophrya, Epidiscophrya, Ferodiscophrya, Fitonacineta, Mesodiscophrya, Misacineta, Paradiscophrya, Setodiscophrya, Venodiscophrya.
  - Espèce type : Discophrya speciosa Lachmann, 1859
- Echinophrya Swarczewski, 1928
- Periacineta Collin, 1909
- Peridiscophrya Nozawa, 1938
- Prodiscophrya Kormos, 1935
- Pseudogemmides Kormos, 1935

Selon Lynn (2008) :
- Discophrya Lachmann, 1859
- Misacineta Jankowski, 1978 (synonyme de Discophrya)
- Multifasciculatum Goodrich & Jahn, 1943
- Setodiscophrya Jankowski, 1981 (synonyme de Discophrya)

## Systématique
Le nom valide de ce taxon est Discophryidae Collin, 1912.